# APEC Chile 2019
El año APEC Chile 2019 corresponde a la serie de reuniones del Foro de Cooperación Económica Asia-Pacífico (en inglés, Asia-Pacific Economic Cooperation, APEC) llevadas a cabo en Chile. Correspondió a la segunda oportunidad en que Chile fue anfitrión del Foro, siendo la anterior en 2004, año que culminó con la realización de la cumbre de 2004. Los temas priorizados para 2019 fueron: «Sociedad Digital», «Integración 4.0», «Crecimiento Sustentable» y «Mujer, Pymes y Crecimiento Inclusivo».
La Cumbre de Líderes de APEC Chile 2019 estaba programada inicialmente para realizarse el 16 y 17 de noviembre de 2019 en Santiago de Chile, sin embargo, fue cancelada por el gobierno de Chile el 30 de octubre de ese año debido a la serie de protestas ocurridas en el país.
A pesar de la suspensión de la Cumbre de Líderes, el año APEC Chile 2019 se realizó de forma exitosa, realizándose talleres, reuniones de grupo y comités, así como reuniones de Altos Representantes y Reuniones Ministeriales a lo largo de todo el país, en ciudades como Antofagasta, La Serena, Valparaíso, Concepción y Puerto Varas.
Asimismo, se lograron importantes resultados en términos sustantivos, particularmente la aprobación de tres hojas para la promoción de un crecimiento más inclusivo y sustentable en la región Asia-Pacífico: la Hoja de Ruta de La Serena sobre Mujer y Crecimiento Inclusivo; la Hoja de Ruta para Desechos Marinos; y la Hoja de Ruta para el Combate a la Pesca Ilegal, No Declarada y No Reglamentada (INDNR).
Adicionalmente, en la Reunión de Ministros Responsables de Comercio (en inglés, Ministers Responsible for Trade Meeting - MRT) (Viña del Mar, 17 de mayo) y bajo el liderazgo de Chile, las economías miembro lograron emitir una declaración de consenso en un contexto internacional de dificultosas relaciones comerciales entre China y Estados Unidos. El logro de la Declaración MRT sentó un importante precedente para el Foro, debido a que desde 2015 que no se lograba acuerdo entre las economías para emitir una declaración de consenso en la materia.
El logro de la Declaración MRT evidenció la capacidad negociadora y de liderazgo ejercida por Chile al momento de abordar temáticas sensibles y construir consenso en torno a la misma. Aquello cimentó el camino para que Chile también lograra -con el apoyo de todas las economías- declaraciones de consenso en las Reuniones Ministeriales de Seguridad Alimentaria (Puerto Varas, 23 de agosto), de PyMEs (Concepción, 5 de septiembre), de Mujer y la Economía (La Serena, 4 de octubre) y de Finanzas (Santiago, 15 de octubre).

## Preparativos para la Cumbre de Líderes
A mediados de septiembre de 2019 habían confirmado su asistencia las delegaciones de Australia, Hong Kong, República Popular China, Nueva Zelanda, Perú, Rusia, Singapur, Tailandia y Vietnam. Posteriormente confirmaron su asistencia Corea del Sur, Brunéi, Papúa Nueva Guinea, Filipinas, Indonesia y los Estados Unidos. Los líderes de México y Taiwán declinaron participar, mientras que Canadá no confirmó su participación. El 11 de octubre se anunció que los presidentes de China y Estados Unidos firmarían un acuerdo para suspender la guerra comercial entre ambos países durante la cumbre.
A mediados de octubre de 2019, en Chile estalló una crisis política y social, marcada por numerosas protestas y disturbios en todo el país. Ello llevó a que se pusiera en duda que estuvieran dadas las condiciones para albergar la reunión de líderes. El 25 de octubre, el canciller chileno Teodoro Ribera confirmó la realización de la cumbre, afirmando que ningún líder había «planteado duda en cuanto a su visita». Tres días más tarde, el presidente estadounidense Donald Trump confirmó su asistencia, afirmando que «conozco a los chilenos y estoy seguro de que podrán resolverlo [la crisis]». El 29 de octubre, el gobierno de la Federación Rusa anunció que el presidente Vladímir Putin no viajaría a Chile, siendo dicho país representado por el primer ministro Dmitri Medvédev.
El 30 de octubre, el presidente Sebastián Piñera anunció la suspensión de la cumbre.